# СИАИ S.52
СИАИ S.52 (итал. SIAI S.52) је ловачки авион направљен у Италији. Авион је први пут полетео 1924. године. 

Највећа брзина у хоризонталном лету је износила 270 km/h. Размах крила је био 10,70 метара а дужина 7,18 метара. Маса празног авиона је износила 800 килограма, а нормална полетна маса 1100 kg. Био је наоружан са два 7,7-mm митраљеза Викерс.

## Наоружање
| Наоружање авиона: СИАИ         |     |
| Ватрено (стрељачко) наоружање  |     |
| Топ                            |     |
| Митраљез                       |     |
| Број и ознака митраљеза        | 2   |
| Калибар                        | 7,7 |
| Бомбардерско наоружање (бомбе) |     |
| Ракетно наоружање (ракете)     |     |